# Lorenz-Asymmetrie-Koeffizient
Der Lorenz-Asymmetrie-Koeffizient (-Asymmetriekoeffizient) ist ein Parameter der Lorenz-Kurve, der den Grad an Asymmetrie der Kurve misst.

## Definition
Dieser ist definiert als:
{\displaystyle S=F(\mu )+L(\mu ),}
wobei die Funktionen {\displaystyle F} und {\displaystyle L} wie bei der Lorenz-Kurve definiert sind und {\displaystyle \mu } das arithmetische Mittel ist. Falls {\displaystyle S>1} ist, dann ist der Punkt, in dem die Lorenz-Kurve parallel zur perfekten Gleichheitsgerade (line of perfect equality) verläuft, über der Symmetrieachse. Dementsprechend liegt der Punkt, in dem die Lorenz-Kurve parallel zur perfekten Gleichheitsgerade ist, bei {\displaystyle S<1} unter der Symmetrieachse.
Falls die Daten aus einer logarithmischen Normalverteilung stammen, dann ist {\displaystyle S=1}, das heißt, die Lorenz-Kurve ist also symmetrisch.
Der Stichprobenparameter {\displaystyle S} lässt sich aus den {\displaystyle n} geordneten Datensätzen {\displaystyle \left(x_{1},\ldots ,x_{m},x_{m+1},\ldots ,x_{n}\right)} mittels folgender Gleichungen berechnen:
{\displaystyle \delta ={\frac {\mu -x_{m}}{x_{m+1}-x_{m}}},}
{\displaystyle F(\mu )={\frac {m+\delta }{n}},}
{\displaystyle L(\mu )={\frac {L_{m}+\delta x_{m+1}}{L_{n}}},}
wobei {\displaystyle m} die Anzahl an Individuen mit einer Größe kleiner als {\displaystyle \mu } ist und {\displaystyle L_{i}=\sum _{j=1}^{i}x_{j}}.